# Machlon
Machlon ist im Alten Testament im Buch Rut der erste Ehemann Ruts.

## Etymologie
Der hebräische Name מַחְלוֹן Machlon leitet sich von der hebräischen Wurzel חלה chalah „schwach / kraftlos / krank sein“ ab. מֵחֲלָה machalah bedeutet „Krankheit“, Machlon schließlich lässt sich mit „Kränklicher / Schwächling“ übersetzen.
In diesem Namen ist schon angedeutet, was in Rut 1,5  berichtet wird, nämlich, dass Machlon sterben wird. Der Gebrauch „sprechender Namen“ ist für das Buch Rut charakteristisch und weist darauf hin, dass die handelnden Personen als literarische Figuren und nicht als historische Persönlichkeiten verstanden werden sollen.
In der Septuaginta wird der Name mit μααλων maalōn wiedergegeben.

## Biblischer Bericht
Nach Rut 1,2  ist Machlon der erstgeborene Sohn Elimelechs und Noomis. Er ist ein Efratiter und stammt aus Betlehem in Juda. Er zog zusammen mit seinen Eltern und seinem jüngeren Bruder Kiljon zur Zeit der Richter wegen einer Hungersnot von Betlehem weg in das Grünland Moabs. Dort heiratete er nach dem Tod Elimelechs die Moabiterin Rut. Der Name seiner Frau steht eindeutig erst in Rut 4,10 , wohingegen Rut 1,4  offenlässt, welche seine Frau und welche die seines Bruders ist. Nach zehn Jahren starben er und sein Bruder Kiljon ohne Nachkommen. Das Eigentum Machlons geht, wie in Rut 4,9  berichtet wird, zusammen mit dem Eigentum seines Vaters und seines Bruders an Boas über.